# Beschermde stads- en dorpsgezichten in Friesland

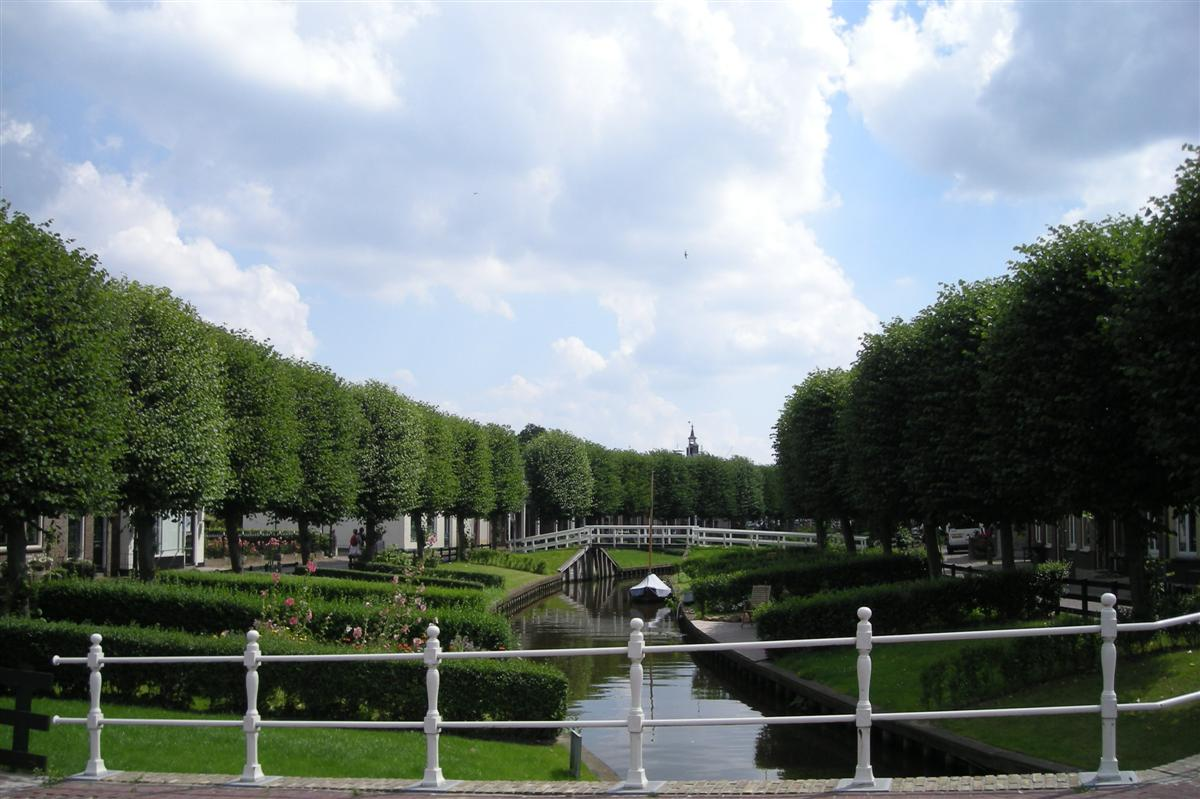
IJlst

De Beschermde stads- en dorpsgezichten in Friesland zijn onder te verdelen in de Friese elf steden die met uitzondering van Stavoren beschermde stadsgezichten zijn, en de overige plaatsen in Friesland die beschermde dorpsgezichten zijn.

## Beschermd stadsgezicht
Leeuwarden (Ljouwert), Sneek, (Snits), IJlst (Drylts), Sloten (Sleat), Hindeloopen (Hylpen), Workum  (Warkum), Bolsward (Boalsert), Harlingen (Harns), Franeker (Frjentsjer) en Dokkum.

## Beschermd dorpsgezicht
Achlum, Balk, Ballum, Birdaard, Cornwerd, Dronrijp, Ee (Dongeradeel), Ferwerd,  Grouw, Hallum, Heeg, Hogebeintum, Holwerd, Huins, Hollum, Janum, Jelsum, Kimswerd, Kollum, Kornwerderzand, Langweer, Lutkewierum, Makkum, Mantgum, Marssum, Metslawier, Moddergat, Nes (Ameland), Nijland, Oldeberkoop, Oldeboorn, Oosterend (Littenseradeel), Oost-Vlieland, Oudebildtzijl, Piaam, Pingjum, Poppingawier, Rien, Schraard, Schiermonnikoog, Veenklooster, Warstiens, Weidum, Warga en Woudsend.
Behalve dorpskernen kunnen ook gebieden als beschermd dorpsgezicht worden aangemerkt:
- Veenontginningsgebied bij Ravenswoud (2007).
- Het Oranjewoud (2012).
- Oude en Nieuwe Bildtdijken bij de dorpen St. Jacobiparochie, St. Annaparochie en de Vrouwenparochie (2015)